# 제44회 서울독립영화제
제44회 서울독립영화제는 2018년 11월 29일에 열린 시상식이다.

## 수상 및 후보

### 대상
- 김군 - 강상우 수상

### 최우수장편상
- 졸업 - 박주환 수상

### 최우수단편상
- 눈물 - 오성호 수상

### 심사위원상
- 컨테이너 - 김세인 수상

### 독립스타상- 배우부문
- 보희와 녹양 - 안지호 수상
- 다운 - 김재화 수상

### 열혈스태프상
- 밤빛 - 김보람 수상

### 새로운선택상
- 벌새 - 김보라 수상

### 새로운시선상
- 사수 - 김설해 외 2명 수상

### 집행위원회특별상
- 벌새 - 김새벽 수상

### 독불장군상
- 작은빛 - 조민재 수상

### 관객상
- 종말의 주행자 - 조현민 수상
- 메기 - 이옥섭 수상

### 심사위원특별언급
- 한강에게 - 박근영 수상
- 공사의 희로애락 - 장윤미 수상

### 경쟁부문 - 단편
- 463 - 포엠 오브 더 로스트 - 권아람
- 한숨 - 김보성
- 기억 아래로의 기억 - 조희영
- 눈물 - 오성호
- 늙은 개 - 최민호
- 다운 - 이우수
- 민상 - 이승현
- 베란다 - 손지수
- 본 - 김현수
- 셔틀런 - 이은경 외 1명
- 시체들의 아침 - 이승주
- 아프리카에도 배추가 자라나 - 이나연
- 여름내 - 김준희
- 여름밤의 소리 - 정민희
- 인서트 - 이용수
- 증언 - 우경희
- 철원에서 - 김혜정
- 추방자들 - 백종관
- 춘분 - 석진현
- 춤추는 개구리 - 김진만
- 컨테이너 - 김세인
- 코스믹 칼레이도스코프 - 박민하
- 표류 - 연제광
- 피부와 마음 - 박지연

### 경쟁부문 - 장편
- 겨울밤에 - 장우진
- 군대 - 박경근
- 길모퉁이가게 - 이숙경
- 김군 - 강상우
- 메기 - 이옥섭
- 밤빛 - 김무영
- 보희와 녹양 - 안주영
- 아워 바디 - 한가람
- 작은빛 - 조민재
- 졸업 - 박주환

### 새로운 선택 - 단편
- 그가 사는 곳 - 이상일
- 금희 - 김소정 외 1명
- 나머지 공부 - 정대웅
- 낯선 자 - 이한
- 면도 - 정지혜
- 뭘 야려? - 방현수
- 생활의 탄생 - 유재선
- 안양 - 양진원
- 워태로워야 했던 건 오직 우리 뿐 - 한유원
- 편의점에서 공놀이 금지 - 양익준
- 핑크페미 - 남아름
- 화성 가는 길 - 조지훈

### 새로운 선택 - 장편
- 경치 좋은 자리 - 박중권
- 공사의 희노애락 - 장윤미
- 내가 사는 세상 - 최창환
- 밤의 문이 열린다 - 유은정
- 벌새 - 김보라
- 사수 - 김설해 외 2명
- 한강에게 - 박근영
- 경치 좋은 자리 - 임혜령

### 특별초청
- 인사3팀의 캡슐커피 - 정해일
- 최소한의 예의 - 이안젤라
- 밤낚시 - 안흥성
- 거대 생명체들의 도시 - 박군제
- 오디션 - 황지현
- 청소왕 순아의 놀라운 하루 - 백승화
- 풍정.각(風精.刻) 푸른고개가 있는 동네 - 송주원
- 알을 깨고 나온 새 - 박지원
- SFdrome: 주세죽 - 김소영
- 미완의 여행길로 떠나다 - 현우민
- 그 언덕을 지나는 시간 - 방성준
- 천둥번개 - 이다경
- 빛나는 물체 따라가기 - 문병진
- 대교집 - 반박지은
- 그녀의 속도 - 한여울
- 미스터리 핑크 - 구혜선
- 오늘만 날이다 - 김태용
- 병훈의 하루 - 이희준
- 종말의 주행자 - 조현민
- 하쿠나 마타타 폴레폴레 - 김선웅
- 야광 - 임철민
- 동물, 원 - 왕민철
- 어멍 - 고훈
- 너는 결코 서둘지 말라 - 김미영
- 뷰티플마인드, 마음에 그 소리 있지? - 류장하 외 1인
- 안녕, 미누 - 지혜원
- 라스트 씬 - 박배일
- 나는보리 - 김진유
- 마왕의 딸 이리샤 - 장형윤
- 녹차의 중력 - 정성일
- 백두 번째 구름 - 정성일
- 리틀보이 12725 - 김지곤
- 파도치는 땅 - 임태규
- 무녀도 - 안재훈

### 해외초청
- 환토: 상상의 땅 - 여시우화
- 작디작은 하나의 물체 - 다비드 베어벡
- 사령혼:죽은 넋 - 왕빙
- 만타 레이 - 푸티퐁 아룬펭
- 유토피아 - 슌타 이토
- 집에 돌아오면, 언제나 아내가 죽은 척을 하고 있다 - 리 토시오
- 너는, 너라서, 너다 - 마츠이 다이고
- 너의 얼굴 - 차이밍량

### 아카이브
- 아침과 저녁사이 - 이익태
- 강의 남쪽 - 장길수
- 우중산책 - 임순례
- 파업전야 - 장동홍 외 3명
- 낮은 목소리 2 - 변영주
- 낮은 목소리 3 - 숨결 - 변영주
- 송환 - 김동원

### 통일기획전
- 그 아이 - 서동수
- 판문점 에어컨 - 이태훈
- 여보세요 - 부지영
- 우리 잘 살 수 있을까? - 강이관
- 러브레따 - 서은아
- 보이지 않는 아이들 - 아오리
- 기사선생 - 김서윤
- 바다로 가자 - 김량
- 하나가 되는 것은 더욱 커지는 일이다 - 김동원
- 경계도시 2 - 홍형숙
- 산나리 - 김응수
- 북한산 - 임흥순
- 형제봉 가는 길 - 임흥순